# Episodi di Switched at Birth - Al posto tuo (terza stagione)
La terza stagione della serie televisiva Switched at Birth - Al posto tuo, composta da 22 episodi, è stata trasmessa per la prima volta dal 13 gennaio all'8 dicembre 2014 sul canale statunitense ABC Family (oggi Freeform).
In Italia la stagione è andata in onda dall'11 dicembre 2015 all'8 gennaio 2016 su Rai 4.
| n° | Titolo originale                                              | Titolo italiano                                                              | Prima TV USA     | Prima TV Italia  |
| -- | ------------------------------------------------------------- | ---------------------------------------------------------------------------- | ---------------- | ---------------- |
| 1  | Drowning Girl                                                 | Piuttosto mi affogo                                                          | 13 gennaio 2014  | 11 dicembre 2015 |
| 2  | Your Body is a Battleground                                   | Il tuo corpo è un campo di battaglia                                         | 20 gennaio 2014  | 14 dicembre 2015 |
| 3  | Fountain                                                      | Fontana                                                                      | 27 gennaio 2014  | 15 dicembre 2015 |
| 4  | It Hurts to Wait With Love if Love is Somewhere Else          | Aspettare con amore fa male se l'amore è altrove                             | 3 febbraio 2014  | 16 dicembre 2015 |
| 5  | Have You Really the Courage?                                  | Ne hai davvero il coraggio?                                                  | 10 febbraio 2014 | 17 dicembre 2015 |
| 6  | The Scream                                                    | L'urlo                                                                       | 17 febbraio 2014 | 18 dicembre 2015 |
| 7  | Memory is Your Image of Perfection                            | Il ricordo è la tua immagine della perfezione                                | 24 febbraio 2014 | 21 dicembre 2015 |
| 8  | Dance Me to the End of Love                                   | Balla con me fino alla fine dell'amore                                       | 3 marzo 2014     | 22 dicembre 2015 |
| 9  | The Past (Forgotten-Swallowed)                                | Il passato (dimenticato-inghiottito)                                         | 10 marzo 2014    | 23 dicembre 2015 |
| 10 | The Ambush                                                    | L'imboscata                                                                  | 17 marzo 2014    | 24 dicembre 2015 |
| 11 | Love Seduces Innocence, Pleasure Entraps, and Remorse Follows | L'amore seduce l'innocenza, il piacere la intrappola e poi arriva il rimorso | 24 marzo 2014    | 25 dicembre 2015 |
| 12 | Love Among the Ruins                                          | Amore tra le rovine                                                          | 16 giugno 2014   | 28 dicembre 2015 |
| 13 | Like a Snowball Down a Mountain                               | Come una palla di neve giù da una montagna                                   | 23 giugno 2014   | 29 dicembre 2015 |
| 14 | Oh, Future!                                                   | Oh, futuro!                                                                  | 30 giugno 2014   | 30 dicembre 2015 |
| 15 | And We Bring the Light                                        | E noi portiamo la luce                                                       | 7 luglio 2014    | 31 dicembre 2015 |
| 16 | The Image Disappears                                          | L'immagine sparisce                                                          | 14 luglio 2014   | 1º gennaio 2016  |
| 17 | Girl With Death Mask (She Plays Alone)                        | La ragazza con la maschera della morte (lei gioca da sola)                   | 21 luglio 2014   | 4 gennaio 2016   |
| 18 | It Isn't What You Think                                       | Non è come pensi                                                             | 28 luglio 2014   | 5 gennaio 2016   |
| 19 | You will not Escape                                           | Non fuggirai                                                                 | 4 agosto 2014    | 6 gennaio 2016   |
| 20 | The Girl on the Cliff                                         | La ragazza sulla scogliera                                                   | 11 agosto 2014   | 7 gennaio 2016   |
| 21 | And Life Begins Right Away                                    | E la vita comincia subito                                                    | 18 agosto 2014   | 8 gennaio 2016   |
| 22 | Yuletide Fortune Tellers                                      | La magia del Natale                                                          | 8 dicembre 2014  | 8 gennaio 2016   |

## Piuttosto mi affogo
- Titolo originale: Drowning Girl
- Diretto da: James Hayman
- Scritto da: Lizzy Weiss

### Trama
Per i ragazzi è arrivato l'ultimo anno di high school e la Carlton è molto cambiata. Bay inizia un corso d'arte in un college vicino e Daphne inizia a lavorare come volontaria in una clinica dove fa amicizia con Campbell, un ragazzo che ha subito lesioni gravi dopo un incidente. Il suo rapporto con John è ora fortemente teso e fin dal primo giorno di scuola entra in conflitto con una ragazza di nome Sharee; alla fine sarà Toby ad aiutarla. Gli studenti sordi alla Carlton intanto sono ben poco entusiasti della nuova ondata di studenti che è stata costretta a trasferirsi lì a causa della chiusura di altre scuole.  
Nel frattempo, Bay deve fare un progetto artistico con un ragazzo del college, Tank. Lo incontra a una festa e finisce per ubriacarsi. Quando il suo capo decide di vendere l'attività, Regina spera di acquistare il negozio con l'aiuto di Angelo. Inoltre, Kathryn ha iniziato a vedere uno psichiatra dopo aver attraversato un periodo di depressione e decide di prendere lezioni di danza, di nascosto dal marito.
Nel finale Toby e Daphne decidono di formare una squadra di hockey su prato, con Toby come coach. Il ragazzo così si terrà occupato finché Nikki non tornerà dal Perù dove si è recata, come missionaria, subito dopo il matrimonio.
- Guest star: Sandra Bernhard (professoressa Teresa Ledarsky), Max Adler (Miles 'Tank' Conroy), RJ Mitte (Campbell Bingman).

## Il tuo corpo è un campo di battaglia
- Titolo originale: Your Body Is a Battleground
- Diretto da: Lea Thompson
- Scritto da: James Patrick Stoteraux e Chad Fiveash

### Trama
Daphne e Toby convincono Bay a unirsi alla loro squadra, la ragazza inizialmente molla dopo un po', ma alla fine decide di rientrare. La fiducia di Bay nelle sue capacità artistiche diminuisce quando la sua insegnante gli dice che il suo ritratto su Tank manca di profondità e Tank stesso sfugge all'espulsione dalla classe di arte solo grazie a Bay.  John scopre che Kathryn ha iniziato a frequentare un corso di tip-tap, così Kathryn invita Renzo, che ha conosciuto lì a cena. Alla clinica, Daphne e Campbell lavorano insieme per rintracciare un paziente di Daphne. I due si avvicinano, ma poi Daphne scopre che Campbell ha già una ragazza. La bionda riesce anche a riappacificarsi con Sharee, e la convince a unirsi alla squadra. Kathryn si arrabbia con John dopo che lui mostra di non tollerare Renzo e il suo nuovo hobby. Lei gli dice poi che ha preso anche a frequentare uno psichiatra. Nel frattempo, Emmett vede il vandalo che taglia le gomme delle auto alla Carlton e lo fotografa. In seguito ha ragione di sospettare che colui che ha preso di mira gli studenti sordi è uno dei suoi amici sordi.

## Fontana
- Titolo originale: Fountain
- Diretto da: Allan Arkush
- Scritto da: Joy Gregory e Terrence Coli

### Trama
Emmett scopre che Matthew danneggia le auto per mettere in cattiva luce i ragazzi udenti, lui gli chiede di non dirlo e quando lui lo confida a Travis l'amico è d'accordo. Toby intanto decide di andare a vivere da solo, con grande dispiacere della madre. Bay decide di saltare la prima partita, per andare a una mostra d'arte a Minneapolis con la sua professoressa d'arte e Tank. Regina si trova costretta a rifiutare una vantaggiosa offerta di lavoro perché la costringerebbe a trasferirsi a Denver; alla fine però la stessa persona le concede di lavorare a Kansas City. Daphne e Sharee litigano e Toby decide di annullare la prima partita della squadra, ma la ragazza riesce a fare pace con il padre. Dopo aver parlato con lei, Emmett decide di denunciare Matthew, che viene espulso.

## Aspettare con amore fa male se l'amore è altrove
- Titolo originale: It Hurts to Wait with Love If Love Is Somewhere Else
- Diretto da: Melanie Mayron
- Scritto da: Linda Gase e Henry Robles

### Trama
Bay viene a sapere che Emmett ha una nuova ragazza che ha conosciuto online e scopre di essere terribilmente gelosa. John si compra una motocicletta, cosa che lo mette in disaccordo con Kathryn, e si rifiuta di accompagnare la moglie in un viaggio per andare a New York con Renzo per conoscere un editore.
Daphne si avvicina al suo supervisore, dopo aver deciso di dimenticare Campbell, ma dopo il loro primo bacio Campbell le dice di aver lasciato la sua ragazza.
Bay approfitta del fatto che Emmett le abbia chiesto aiuto per un progetto di astronomia per passare la serata con lui e baciarlo, ma il ragazzo successivamente la respinge e le dice di andare avanti. I due hanno una brusca litigata, che ha come tema la loro passata relazione, ma il giorno dopo si riappacificano.
John finisce fuori strada con la sua nuova moto e dopo essere stato soccorso da Travis dice alla moglie di non volersi ricandidare. Regina e Angelo litigano per questioni economiche e reciproca gelosia.

## Ne hai davvero il coraggio?
- Titolo originale: Have You Really the Courage?
- Diretto da: Zetna Fuentes
- Scritto da: Bekah Brunstetter

### Trama
John e Janice aiutano Toby con il trasloco e quest'ultimo scopre che Nikki potrebbe restare in Perù altri sei mesi e lo comunica al figlio scioccandolo. Bay, per avere più possibilità di entrare alla scuola d'arte, rientra nella squadra come portiere. Il libro di Kathryn viene rifiutato perché uno simile è stato pubblicato un mese fa; la donna si avvicina poi alle amiche di Renzo e accetta di scrivere un romanzo scandalistico. Daphne e Regina vanno a casa di Sharee e scoprono che la madre di quest'ultima soffre di sbalzi d'umore. Bay rifiuta Tank. John e Janice dopo aver bevuto si baciano, staccandosi subito dopo senza notare che Regina li ha visti.
- Curiosità: Questo è uno dei pochi episodi in cui Emmett non è presente, tuttavia viene citato da Bay.

## L'urlo
- Titolo originale: The Scream
- Diretto da: Jonathan Frakes
- Scritto da: Chad Fiveash e James Patrick Stoteraux

### Trama
Campbell scopre che Daphne ha iniziato a frequentare Jorge il supervisore. Kathryn dà una festa per celebrare l'uscita del suo nuovo libro e quella stessa sera Daphne dà una festa per il ventunesimo compleanno di Campbell, mentre Regina è combattuta sul dire o no ciò che ha visto. La serata è a tema cluedo e Toby invita anche Janice. Lei e John decidono di cancellare ciò che è successo, ma naturalmente fioccano gli imprevisti: John scopre per caso di cosa parlerà il libro di Kathryn, e quest'ultima sente Regina che affronta Janice sul bacio. Bay bacia Tank, ma poi litigano per la confraternita a cui lui appartiene anche se poi si riappacificano. Alla fine Daphne e Jorge si prendono una pausa e John va a stare da Toby.

## Il ricordo è la tua immagine della perfezione
- Titolo originale: Memory Is Your Image of Perfection
- Diretto da: Lee Rose
- Scritto da: Terrence Coli

### Trama
Toby non è molto entusiasta della presenza del padre in casa sua. Toby e Bay cercano di far riappacificare i loro genitori, ma Kathryn è irremovibile sul voler trovare la propria indipendenza. Melody prepara Travis per un importante colloquio per entrare all'università. Il ragazzo però non è certo di voler lasciare il primo posto che abbia potuto chiamare casa. Regina è nei guai con il suo capo, dopo che Adrianna si dichiara contraria in un incontro al rinnovamento di East Riverside. Daphne cerca di convincere Sharee a cercare aiuto per sua madre. Quando Sharee accetta di portarla in clinica, la donna trafigge un medico con le forbici ed è una Daphne terrorizzata a salvare l'uomo. Bay ha seri problemi con la mano ferita che potrebbe influenzare la sua carriera artistica.

## Balla con me fino alla fine dell'amore
- Titolo originale: Dance Me to the End of Love
- Diretto da: Millicent Shelton
- Scritto da: Lizzy Weiss e Michael V. Ross

### Trama
Daphne cerca di ottenere maggiori responsabilità in clinica; Travis cerca di imparare a ballare per portare Mary Beth a una festa con l'aiuto di Toby e Angelo. L'insegnante d'arte di Bay le chiede di lavorare meglio senza farsi fermare dalla ferita alla mano. La ragazza alla fine riesce nel progetto solo grazie all'aiuto di Emmett. John cerca disperatamente di ottenere il perdono di Kathryn e alla fine ci riesce grazie alla danza. Quando Travis dice che ha bisogno di imparare a ballare, Toby gli chiede se vuole uscire con una ragazza o vincere Ballando con le stelle.
- Gilles Marini, interprete di Angelo, e Marlee Matlin, interprete di Melody, hanno partecipato davvero a Ballando con le stelle e Gilles è arrivato secondo.

## Il passato (dimenticato-inghiottito)
- Titolo originale: The Past (Forgotten-Swallowed)
- Diretto da: Fred Gerber
- Scritto da: Joy Gregory

### Trama
Campbell e Jorge cercano di impressionare Daphne. Mary Beth non approva che Bay esca con Tank. La squadra di hockey su prato ha perso tutte le partite della stagione, ma Toby è determinato a battere la Buckner. Kathryn ha quasi finito il libro, ma ha bisogno di più storie così John invita un vecchio amico.
Daphne invece invita Angelo e Regina alla raccolta fondi della clinica. Bay dice a Tank cosa Mary Beth pensa di lui e lui cerca di farle una buona impressione. Sharee ha bisogno di ottenere un voto molto alto in fisica in modo da poter giocare a hockey su prato e Toby l'aiuta a studiare, mentre Angelo porta cibo per la raccolta fondi. La videochat di Toby con Nikki causa tensione tra loro. 
Mary Beth dice a Bay la verità su Ty e lei va a parlare con Emmett che le dice che Tank è veramente una brava persona. Tank però se la prende con Bay quando scopre che lei ha parlato prima con Emmett, Daphne litiga con Angelo perché a causa sua ha perso un incontro con un medico per uno stage estivo. Alla fine Sharee riesce a giocare a hockey e Kathryn finisce il suo libro, ma Tank rischia di essere cacciato dalla confraternita a causa di Bay. 

## L'imboscata
- Titolo originale: The Ambush
- Diretto da: Allan Arkush
- Scritto da: Henry Robles e Bekah Brunstetter

### Trama
Una volta terminata la sospensione, Matthew ritorna a scuola e sembra fare pace con Emmett. Daphne e Bay si preparano a giocare contro la Buckner. Nikki sorprende Toby tornando di colpo nel suo appartamento. 
Regina riceve da Wes, il suo capo, una nuova auto, mentre Toby chiama un osservatore per procurare a Sharee una borsa di studio. Bay si scusa con Tank e si fa aiutare da lui per fare uno scherzo alla Buckner, i cui studenti hanno lasciato una capra davanti alla Carlton. Daphne alla fine su suggerimento di Kathryn sceglie Campbell ed esce con lui, ma poi litigano. Nikki dice a Toby che in Perù le hanno offerto un lavoro in Africa. 
Dopo lo scherzo Tank e Bay litigano perché lei non vuole avere rapporti sessuali con lui. Bay si confida con Regina che le dice che ha fatto la cosa giusta. La donna poi litiga con Wes e scopre grazie a John che l'uomo paga sottocosto gli immobili che acquista. Bay e Tank si riappacificano come Daphne e Campbell, mentre Nikki e Toby rompono. 

## L'amore seduce l'innocenza, il piacere la intrappola e poi arriva il rimorso
- Titolo originale: Love Seduces Innocence, Pleasure Entraps, and Remorse Follows
- Diretto da: Steve Miner
- Scritto da: Linda Gase e Lizzy Weiss

### Trama
Il contenuto del nuovo libro di Kathryn trapela prima della sua uscita. Daphne incontra in clinica Adam, il ragazzo che l'ha aggredita e derubata quando stava lavorando nel suo camion. Regina viene licenziata e torna al suo vecchio lavoro a East Riverside. Ma viene riaccolta talmente male che qualcuno lancia un mattone sulla sua finestra dicendole di stare alla larga da East Riverside. Mentre Toby va in Islanda, Bay è sempre più scettica sulla nuova ragazza di Emmett, che si rivela essere Matthew, che ha preso in giro Emmett sul web spacciandosi per una ragazza, come vendetta verso il giovane Bledsoe che l'ha fatto sospendere. Bay trova Emmett dopo che Matthew l'ha picchiato. La ragazza dice a Emmett che lo ama e che non ha mai smesso di amarlo e lui le risponde che non crede che potrà mai avere con un'altra ciò che ha avuto con lei. Dopo la reciproca dichiarazione, Bay ed Emmett fanno l'amore.

## Amore tra le rovine
- Titolo originale: Love Among the Ruins
- Diretto da: Norman Buckley
- Scritto da: Lizzy Weiss

### Trama
Bay, appena tornata a casa, dice a Daphne quello che ha fatto con Emmett e che non hanno utilizzato alcuna protezione e dopo averle detto la verità su Mandy le chiede di accompagnarla a prendere la pillola del giorno dopo. Daphne accetta a malincuore di andare con lei.
Regina e Daphne discutono su ciò che è successo al negozio. Regina è certa che non ci sia nulla di cui preoccuparsi, ma Daphne non è d'accordo. La portoricana comunque assicura che informerà i Kennish. 
Dopo che le ragazze se ne sono andate, Regina dice ai Kennish una mezza verità sull'incidente, dicendo che un ragazzino ha rotto una finestra e poi si mettono a parlare del compleanno di Regina. 
Alla Carlton, Emmett sbeffeggia Matthew dicendogli che l'ha aiutato a tornare con Bay. Quest'ultima è nauseata dagli effetti collaterali della pillola; appena Emmett la trova e corre da lei chiedendole se lo ha evitato. Bay lo porta in una classe vuota in modo da poter avere una discussione privata e gli spiega della pillola. Emmett le chiede se pensa che la notte scorsa sia stata un errore, lei pare esitante, ma alla fine decide di rompere con Tank. Daphne poi le dice dell'incidente del mattone. Successivamente la ragazza informa anche Angelo, mentre Bay rivela per errore tutto ai Kennish che si mostrano solidali. 
Emmett scopre che Matthew sta affiggendo ovunque manifesti con gli Sms che lui aveva inviato a "Mandy". Bay e Daphne cercano di impedire altri atti vandalici ai danni della madre che viene riassunta da Wes. Melody scopre il cyberbullismo che il figlio ha subito, ma Matthew ricatta Emmet che nega poi tutto di fronte alla preside. La signora Bledsoe però assale Matthew e viene sospesa. John scopre per caso che Bay aveva cercato la pillola del giorno dopo su Internet e lo dice a Kathryn. Emmett e Bay si chiariscono e dopo essersi baciati e abbracciati decidono di tornare insieme. 

## Come una palla di neve giù da una montagna
- Titolo originale: Like a Snowball Down a Mountain
- Diretto da: Melanie Mayron
- Scritto da: James Patrick Stoteraux e Chad Fiveash

### Trama
Bay dice a Tank che dovrebbero tornare a essere amici e lui ci rimane male: Emmett le dice poi che Matthew ha una sua foto scandalosa e Kathryn che lei e John sanno della pillola del giorno dopo.
Il dottor Jackson nomina Daphne sua nuova assistente, cosa che secca Campbell che avrebbe voluto un lavoro in clinica. Nel frattempo, Bay ed Emmett escogitano un piano per eliminare la foto rubando il laptop e il telefono cellulare di Matthew. Regina scopre che Wes vuole portare con sé a East Riverside una pistola e gli impone non farlo. Tank va a casa di Bay per cercare di parlare con lei, ma non la trova; in compenso trova John che gli rimprovera la faccenda della pillola. Kathryn affronta Sarah Lazar che vuole impedirle di pubblicare il suo nuovo libro. 
Emmett e Bay non riescono nel loro piano, ma scoprono che a Matthew piace Emmett. Daphne e Campbell litigano e lui trova lavoro in un'altra clinica. Regina continua a subire intimidazioni e decide di procurarsi una pistola. Bay dice a John ciò che ha fatto con Emmet. 

## Oh, futuro!
- Titolo originale: Oh, Future!
- Diretto da: Zetna Fuentes
- Scritto da: Henry Robles

### Trama
Bay scopre che Melody sta pensando di trasferirsi a Madison. Kathryn incontra Sarah Lazar. Bay dice a Daphne quello che sta progettando Melody e le suggerisce di chiedere ai Kennish i soldi per il college. In effetti i due vorrebbero finanziare il college di Daphne, ma Regina è contraria. Melody va ad un appuntamento con Gabe, il medico di Cameron, e lui insiste per andare a una festa a casa di quest'ultimo. Anche Bay ed Emmett vanno lì e dicono a tutti che sono tornati insieme. Alla festa Cameron si sposa con Debbie. Sarah dice a Kathryn che dal suo libro verrà tratto un film-TV.
Mary Beth porta Travis in un ristorante per fargli vedere il suo atleta preferito. Iniziano a parlare di famiglia e Travis si arrabbia con Mary Beth che gli fa tante domande sulla sua famiglia e finisce per ferirla. Daphne cerca di ottenere una borsa di studio per portoricane, ma fallisce perché non è mai stata discriminata in quanto latina.
Debbie dice di essere incinta ed Emmett se ne va arrabbiato, ma viene calmato da Bay. Travis riesce a incontrare il suo idolo e fa pace con la fidanzata. Daphne dice a Regina di accettare l'aiuto dei Kennish, Melody dice a Bay che lei non si trasferirà a Madison. Emmett prende i suoi vecchi giocattoli per darli al suo nuovo fratellino.
- Curiosità: nell'episodio compare Derrick Coleman.

## E noi portiamo la luce
- Titolo originale: And We Bring the Light
- Diretto da: James Hayman
- Scritto da: Joy Gregory e Alexander Georgakis

### Trama
Toby torna dall'Islanda con una nuova visione della vita. Chiede al padre di licenziarlo e decide di fare il Dj. Bay non viene ammessa al college e l'intera famiglia l'aiuta con l'arte di strada per tirarla su. Angelo si avvicina a Daphne, ma quando per sbaglio Regina le punta contro una pistola i due coniugi litigano terribilmente. Angelo se ne va infuriato in macchina e ha un incidente.
Toby comincia a portare la barba.
- Nell'episodio vengono citate le Valchirie e Alien.

## L'immagine sparisce
- Titolo originale: The Image Disappears
- Diretto da: Wendey Stanzler
- Scritto da: Terrence Coli e Linda Gase

### Trama
Angelo è in ospedale e sembra stabile dopo il suo primo intervento. Vengono mostrati molti flashback del suo passato, due dei quali con Regina. In un primo momento Angelo è stabile, ma poi le cose vanno improvvisamente fuori controllo. Le infermiere e il medico si precipitano nella stanza mentre Bay, Daphne ed Emmett stanno guardando dall'esterno. Daphne legge le parole "morte cerebrale" dalle labbra del medico e purtroppo è ciò che succede all'uomo. Ognuno cerca di trovare un modo per salvarlo. Bay sogna che Angelo sia con lei quando sta dando alla luce due gemelli che ha avuto con Emmett. Daphne sogna che Angelo e John la portino all'altare. John pensa che Angelo abbia compiuto un suicidio per ragioni economiche e si sente in colpa per avergli negato un prestito. Bay ed Emmett trovano il testamento di Angelo e in esso si afferma che in una situazione come questa vuole essere rimosso dai dispositivi di supporto vitale. La famiglia decide che lo lasceranno andare e doneranno i suoi organi per salvare altre vite. Bay chiama la madre di Angelo in Francia, e poi si scopre, che Angelo aveva un aneurisma cerebrale che ha causato l'incidente. Questo porta Daphne a dare la colpa a Regina per la sua morte e la donna si sente ancora peggio.

## La ragazza con la maschera della morte (lei gioca da sola)
- Titolo originale: Girl with Death Mask (She Plays Alone)
- Diretto da: Joanna Kerns
- Scritto da: Bekah Brunstetter e Lizzy Weiss

### Trama
Bay riceve una lettera dalla madre di Angelo, che dice che lui ha un cugino di secondo grado a Chicago. John decide di portare Bay e Daphne a Chicago in modo che Daphne possa fare un tour in un'università e Bay possa incontrare il cugino (ovviamente il vero scopo è quello di distrarle). Un'addolorata Daphne, nel tentativo di sentirsi meglio, decide di assumere della cocaina insieme ad uno studente con cui ha fatto amicizia. 
Nel frattempo, il cugino di Angelo le racconta che la sorella maggiore di Angelo è morta a causa di un aneurisma all'età di 18 anni. Bay teme di avere la stessa caratteristica biologica. Toby conosce la sua vicina di casa Lily e la invita alla sua prima serata come DJ. Mary Beth, Emmett e Travis si recano alla prima serata di Toby, dove trovano Tank che dopo essersi ubriacato cerca di picchiare Emmett. Alla fine Toby propone a Tank di andare a vivere da lui.

## Non è come pensi
- Titolo originale: It Isn't What You Think
- Diretto da: Ron Lagomarsino
- Scritto da: Henry Robles e Jessica Phillips

### Trama
Bay viene mandata da Kathryn a casa di Toby. Quest'ultimo e Tank stabiliscono delle regole di base per la loro convivenza, Toby riceve una telefonata da un allenatore di hockey su prato, osservatore di un college; quando arriva Bay la porta è aperta da Tank. Bay è sconvolta dal fatto che lui abiti con Toby e il ragazzo la caccia in malo modo.
Nel frattempo, Emmett è accettato alla Gallaudet, ma Travis non viene ammesso. Anche Daphne è ammessa alla Gallaudet, ma vuole tentare anche altrove. 
Wes va a casa di Regina con un cestino di muffin a porgerle le sue condoglianze per Angelo. Lei lo ringrazia e gli chiede di poter tornare al lavoro; poco dopo Daphne torna e si arrabbia con la madre perché sembra abbia superato subito la morte di Angelo.  
Alla Carlton, Toby incontra Sharee e scopre che rischia di perdere l'ammissione al college per un brutto voto preso in inglese. Toby scopre che è Lily la professoressa di Sharee e decide di parlarle, mentre sta andando via, Bay lo vede e lo ringrazia sarcasticamente per averle detto di Tank. Toby le dice che il ragazzo è di cattivo umore, perché suo padre sta arrivando in città e lui non gli ha detto di aver lasciato la confraternita. 
Durante la lezione d'arte, Bay decide di parlare con Tank: lui le offre le condoglianze per Angelo e lei gli propone di aiutarlo con suo padre. Daphne va a East Riverside e trova Nacho, e gli dice che adesso anche lei è arrabbiata con Regina e e i due decidono di compiere atti vandalici al cantiere di Wes. 
Melody dice a Travis che a causa dei troppi studenti molte proposte d'iscrizione alla Gallaudet sono state respinte e il ragazzo decide di non voler tentare di entrare in una scuola per udenti. 
Bay ed Emmett parlano della situazione di Travis, Bay sa come si sente e decide che loro tre (lei, Emmett e Mary Beth) dovrebbero cercare di distrarlo; Emmett è d'accordo e le propone di andare fuori a cena quella sera per festeggiare la sua ammissione. Quando Bay rifiuta perché deve andare a cena con Tank e suo padre, Emmett si arrabbia e se ne va. 
La cena con il padre di Tank, Chuck, va malissimo: quando l'uomo scopre che il figlio ha lasciato la confraternita e non sta con Bay si arrabbia moltissimo e li pianta lì. Travis chiede al suo amico, Garrett, di aiutarlo a trovare un lavoro. Intanto, Daphne e Nacho si baciano mentre provocano danni.
Lily e Toby fanno l'amore e alla fine Sharee ottiene una possibilità per migliorare il suo voto. Bay racconta a Tank della possibilità di avere l'aneurisma. A causa dei danni fatti da Daphne, Regina e Wes sono costretti a chiedere aiuto alla società di Chip Coto, cosa che fa inferocire Daphne. Melody tenta di far aprire una succursale della Gallaudet, mentre Travis trova lavoro grazie a Garrett. Daphne trova Nacho, lo bacia e se ne va con lui mentre Bay prende appuntamento con un medico.

## Non fuggirai
- Titolo originale: You Will Not Escape
- Diretto da: Michael Lange
- Scritto da: Joy Gregory

### Trama
John e Regina parlano dell'assicurazione sulla vita di Angelo, che vale un milione di dollari. Daphne si arrabbia con Regina quando scopre che lei vuole prendere i soldi. Bay va da un neurologo che le dice che c'è un'alta probabilità che lei abbia un aneurisma.
L'editore di Kathryn dà una festa per il nuovo libro di Kathryn e lei per risollevarle il morale porta Regina a New York con sé. 
Emmett viene accettato da una scuola di cinema, ma lo nasconde a Melody che gli dice che sta cercando di aprire una succursale della Gallaudet. Natalie e Daphne decidono di organizzare un'assenza di massa e i ragazzi vanno tutti al luna park. Emmett nel frattempo dice a Bay di non essere certo di voler andare alla scuola di cinema e la ragazza pur volendolo non riesce a parlargli dell'aneurisma. 
Travis decide di lasciare la scuola per lavorare. Al luna park l'alcool non è consentito e Daphne non si fa portare di nascosto della birra da Nacho. Daphne scopre che Nacho ha una ragazza. 
Regina e Kathryn arrivano a New York. Alla festa la bionda incontra un suo conoscente e per liberarsene si fa aiutare da Regina nei modi più assurdi. Bay incontra Jennifer (la ragazza che Matthew ha finto di essere, nonché cugina dello stesso) e fa in modo che Emmett non la veda. Jennifer riconosce Bay e le dice che dopo aver letto i bellissimi messaggi di Emmett ha lasciato il suo ragazzo; alla fine parla con Emmett e Bay gli dice che forse dovrebbe uscire con qualcun'altra. 
Daphne va sulla ruota panoramica con Travis, gli dice che non sa se vuole andare al college e lo bacia, ma lui la respinge perché sta con Mary Beth. Bay litiga con lei per questo e Daphne la spinge, venendo poi calmata da Sharee. 
Il dottor Larkin dice a Bay che le sue analisi non mostrano alcun segno di un aneurisma. Melody dice a Travis che potrà andare al college e il ragazzo ne è felice. Bay dice a Emmett di andare alla scuola di cinema e che lei andrà con lui e che per stare insieme a lui non vuole aspettare. 
Regina dice a Daphne che darà parte dei soldi a Melody, poi suggerisce di fare un viaggio insieme, ma lei risponde che questo non risolverà nulla e che Regina non è mai stata sua madre perché le ha sempre mentito sullo scambio e se ne va.

## La ragazza sulla scogliera
- Titolo originale: The Girl on the Cliff
- Diretto da: D.W. Moffett
- Scritto da: Linda Gase

### Trama
Bay dice ai suoi genitori che è preoccupata per Daphne e svela tutte le cose cattive che Daphne ha fatto. La ragazza viene messa in punizione e non può andare al ballo di fine anno. Emmett fa per Bay un fiore di carta per invitarla alla festa di fine anno e i due vengono incoronati re e reginetta del ballo, cosa che getta sale sulle ferite di Daphne. John e Kathryn parlano con Regina del cattivo comportamento di Daphne. Kathryn suggerisce di mettere Daphne in terapia, ma John non è d'accordo. Daphne va in clinica a lavorare, ma ruba dell'ossicodone e viene licenziata. A causa di un abbigliamento obbligatorio i ragazzi protestano. Regina scopre che Daphne ha danneggiato il cantiere e Wes si arrabbia moltissimo. Alla fine grazie a Kathryn le due sembrano riappacificarsi.
- L'episodio è diretto da D. W. Moffett, interprete di John Kennish.

## E la vita comincia subito
- Titolo originale: And Life Begins Right Away
- Diretto da: Melanie Mayron
- Scritto da: Lizzy Weiss e William H. Brown

### Trama
Arriva il giorno del diploma per Bay e Daphne e vengono rivelate sorprendenti notizie sulla Carlton. Nel frattempo, Daphne teme che gli atti vandalici che ha commesso influenzino il suo futuro; Bay non essendo stata ammessa alla Pratt decide di seguire Emmett a Los Angeles con grande dispiacere dei suoi genitori. Alla fine, però, la ragazza si prenderà la colpa di ciò che ha fatto Daphne di fronte alla polizia. 

## La magia del Natale
- Titolo originale: Yuletide Fortune Tellers
- Diretto da: Michael Grossman
- Scritto da: Terrence Coli e Lizzy Weiss

### Trama
L'episodio è uno speciale natalizio e non influisce sulla continuity del programma. Daphne e Bay si ribellano alle tradizioni di Natale delle loro madri e un "miracolo di Natale" fa sì che lo scambio non sia mai avvenuto. Daphne si sveglia come Bay Kennish con l'udito intatto, e come calciatrice esperta che si allena per le Olimpiadi; mentre Bay si sveglia come Daphne Sorrento, sorda ma artista, con un fratello, Angelo Junior (AJ). Tuttavia, questi benefici hanno un prezzo: Kathryn è una depressa imprenditrice, John è un casalingo e sono sull'orlo del divorzio; Toby è un dark angosciato; Emmett è solo un amico per Daphne-Bay; e Regina non ha mai superato il suo alcolismo. Le ragazze ora devono trovare il modo di far tornare tutto alla normalità.
- Si scopre che Toby è l'abbreviazione di Tobias.
- Si scopre che Regina odia cantare e che il padre di Regina era un alcolista.
- Questo è il secondo episodio what if della serie: il primo è "Ecce Mono" della seconda stagione.